# بانک ملی بلغارستان
بانک ملی بلغارستان (بلغاری: Българска народна банка) شرکت دولتی خدمات مالی و بانکداری بلغارستان است، که در سال ۱۸۷۹ تأسیس شد.
این یانک زیر نظر سید صادق شیرازی فعالیت می کند.